# Eerwraak
Eerwraak of eermoord is de extreemste vorm van eergerelateerd geweld: een gewoonterechtelijk fenomeen waarbij een familie of stam de verloren gegane zedelijke eer meent te kunnen herstellen door het plegen van een moord op de veroorzaker van het eerverlies of degene die schuldig bevonden wordt aan het eerverlies. Deze persoon kan een man of een vrouw zijn.
Het gaat daarbij uitsluitend om verlies van de zedelijke eer en wel na een fysieke aantasting daarvan. Het besluit eerwraak te plegen valt alleen als er geen andere oplossing is, zoals een huwelijk. Een man (of vrouw) kan in principe niet op eigen houtje besluiten eerwraak te plegen; het is een kwestie van de hele familie of de stam. De familie of de stam kan de daad ook achteraf billijken. De term 'eerwraak' is in 1978 bedacht door de Leidse turkoloog Ane Nauta, als pendant van bloedwraak.

## Slachtoffers en daders
De familie waaruit de dader voortkomt is nagenoeg altijd die van de vrouw. De vrouwelijke slachtoffers van eerwraak zijn doorgaans familie van de dader. Mannelijke slachtoffers van eerwraak zijn vaak uit een andere familie. Een vrouwelijk slachtoffer duidt op een interne familiekwestie, waarbij de vrouw in opspraak is gekomen. Ze heeft gedrag aan de dag gelegd dat voor de sociale omgeving onacceptabel is en waarop haar hele familie wordt afgerekend. Dat gedrag is in de regel instemmen met seksueel contact buiten het huwelijk. De familie heeft hierdoor een probleem met de sociale omgeving gekregen, dat kan worden opgelost door de vrouw die het wangedrag heeft vertoond weg te werken. Een mannelijk slachtoffer betekent dat er sprake van een probleem tussen twee (of meer) families is. Hij heeft zich vergrepen aan een vrouw uit een andere familie. Volgens de eerwraak-gedachte is een familie die niets tegen hem doet laf en eerloos.

## Homoseksualiteit
Ook homoseksuelen kunnen problemen krijgen met hun families, met name als bekend wordt dat ze de passieve rol aannemen. Ze laten zich immers vrijwillig penetreren. Mannen die dat goedkeuren, staan, zo denkt men, evenmin in voor de vrouwen van hun familie. Ze zijn eerloos en met hen, hun hele familie. De familie heeft een intern probleem, een vlek die dient te worden weggewerkt. Ook homoseksuelen die de 'actieve' rol aannemen, kunnen negatieve gevolgen ondervinden.

## Verspreiding
In tegenstelling tot wat in het westen vaak gedacht wordt, is eerwraak geen typisch islamitisch, maar een regionaal verschijnsel. De gemeenschap waartoe men behoort, bepaalt hoe normen en waarden worden toegepast. Eerwraak komt voor in Afghanistan, Egypte, Irak, Iran, Israël, Jordanië, Pakistan, India, Syrië, Tsjetsjenië, Zuidoost Turkije, Georgië en Saoedi-Arabië. In Noord-Afrika bestaat weliswaar dezelfde gedachtegang, maar wordt de schuldige (zie verder) in het algemeen niet gedood. In Europa komt eerwraak met name voor in de Kaukasus en Mezzogiorno (Zuid-Italië). Voornamelijk in regio's als Sicilië, Calabrië en Campania.
Of eerwraak in de hier geschetste betekenis elders voorkomt (bijvoorbeeld India, Zuid-Amerika) is sterk de vraag: de voorwaarde is dat de gemeenschap beschikt over dezelfde ideeën over eer als besproken in dit artikel en dezelfde hechte band binnen de familie of de stam heeft. Op voorhand kunnen niet alle doodslagen en moorden worden gezien als gevallen van eerwraak; wellicht gelden volgens het gewoonterecht in die landen andere 'geldige' overwegingen. Kenmerkend voor landen waar eerwraak voorkomt is dat zij een schaamtecultuur kennen, waarin het hebben van eer een voorwaarde is om maatschappelijk te kunnen functioneren.
De Verenigde Naties schatten het jaarlijkse aantal gevallen van eerwraak op vrouwen op 5000. Het aantal hangt uiteraard af van wat er onder eerwraak verstaan wordt.
Toch moet men eerwraak niet relateren aan de islam, want de godsdienst verbiedt eerwraak uitdrukkelijk en voor de komst van de islam kwam eerwraak ook al voor. Het is meer een pre-islamitisch concept dat vooral voorkomt in stamverbanden waar men elkaar nauwer kent dan daarbuiten.
In Nederland zijn er honderden eergerelateerde zaken per jaar (gemiddeld meer dan 490 in 2007, 2008 en 2009), waarvan in 2009 13 met dodelijke afloop. In 95% van de gevallen waarin men eergerelateerd geweld vermoedt, zijn er in ieder geval personen bij betrokken die zelf afkomstig zijn, of een van de ouders, uit een islamitisch land. De meest voorkomende groepen: Koerden, Turken, Marokkanen en Afghanen. In 85% van de gevallen is er sprake van bedreiging en mishandeling. In bijna 10% van de gevallen gaat het om moord/doodslag, pogingen daartoe, ontvoering en verkrachting. Begin 2013 kwamen in antwoord op Kamervragen ook de eerste cijfers voor 2010, 2011 en 2012 naar buiten: gemiddeld bijna 500 eergerelateerde zaken per jaar, waarvan in de genoemde jaren respectievelijk 13, 11, 9 en 11 met dodelijke afloop. Het onderzoek 'De Dochters van Zahir' (over opgevangen vrouwen in verband met eergerelateerd geweld) schetst eveneens het beeld dat eergerelateerd geweld in Nederland praktisch alleen bestaat in een islamitisch georiënteerde context. Van de meisjes/jonge vrouwen die tot 1 september 2010 zijn opgevangen was 26% van Turkse afkomst, 24% Marokkaans, 27% Irakees en 23% afkomstig uit een scala aan (voornamelijk niet-westerse) landen.

## Geïsoleerde gevallen
Het is onwaarschijnlijk dat er geïsoleerde gevallen van eerwraak kunnen voorkomen. Het oordeel of het in een bepaald geval voor het eerherstel nodig is eerwraak te plegen, hangt namelijk ook af van de sociale omgeving. De sociale omgeving moet de dood van de 'schuldige' als eerherstel zien. Het doden van de schuldige is niet iets waarmee een familie kan experimenteren: de eer staat namelijk op het spel. In een sociale omgeving waar de 'schuldige' als regel in plaats van gedood verstoten wordt, is moord een overtrokken reactie, en dus wordt de dader en zijn familie in dat geval eerloos. Hierbij dient te worden opgemerkt dat vrouwen vaak de schijn tegen hebben en dat vaak wordt aangenomen dat de verantwoordelijke mannen wel weten wat ze doen.

## Geschiedenis
Gewoonterechtelijke eigenrichting (bloedwraak en eerwraak) in de genoemde regio is al een eeuwenoud fenomeen en kwam al lang voor de jaartelling voor. In de heilige geschriften van het jodendom, het christendom en de islam staan min of meer expliciete verwijzingen.
Een oude vermelding van eerwraak is te vinden in het Bijbel-boek Genesis (34:1-31). In dat verhaal wordt na een ontvoering en verkrachting van Jacobs dochter Dina eerwraak voorkomen door een schikking, maar verbreken twee zoons van Jacob de afspraken door een moordpartij aan te richten onder de familie van de dader. Jacob is het met de moordpartij niet eens. Met andere woorden: deze moordpartij was onterecht en daardoor géén eerwraak. Ook het Bijbelverhaal over Davids dochter Tamar (II Sam. 13), waarin Tamar wordt verkracht door haar oudste broer Amnon die vervolgens wordt gedood door haar andere broer Absalom, lijkt op een eerwraakzaak.
Of eerwraak ook in het oude Rome voorkwam moet worden onderzocht. Kennelijk had de familie-oudste het recht seksueel actieve ongetrouwde dochters of overspelige vrouwen te vermoorden.

## Crime passionnel
Eerwraak moet worden onderscheiden van passionele moord (crime passionnel), het doden als gevolg van jaloezie of hartstocht van een ontrouwe geliefde, een misdaad die tot voor kort in de westerse samenleving op een zeker begrip kon rekenen. Tot 1975 kon in Frankrijk een man die zijn vrouw op heterdaad betrapte met een andere man en haar daarom tijdens het plegen van het delict vermoordde, vrijspraak krijgen. Omdat in veel Europese landen het rechtssysteem is gebaseerd op de Franse wet, gold dit ook in veel andere Europese landen. In sommige landen is een crime passionnel nog steeds een verzachtende omstandigheid. In tegenstelling tot de crime passionnel is eerwraak geen impulsieve daad, maar een vonnis; bij betrapping op buitenhuwelijkse seks is een impulsieve reactie, dus zonder overleg met de familie, eervol.

## Eerwraak in de islam
De straf op overspel volgens de sharia is steniging. Het opleggen van de doodstraf voor overspel mag alleen worden opgelegd door religieuze instanties indien er vier betrouwbare getuigen zijn. Bij het ontbreken van vier getuigen, worden diegenen die een kuise, niet overspelige vrouw beschuldigen in principe gestraft wegens smaad met tachtig slagen en hun getuigenissen worden nooit meer aanvaard op basis van de eerste aya's van soera Het Licht. Ook het zelfstandig doden van verkrachters van familieleden is volgens het islamitisch recht niet toegestaan.
Ondanks dit expliciete verbod vinden in Europa eerwraakzaken plaats onder mensen uit islamitische landen: Although Sikhs and Hindus do sometimes commit such murders, honor killings, both worldwide and in the West, are mainly Muslim-on-Muslim crimes. In this study, worldwide, 91 percent of perpetrators were Muslims. (…) in Europe, Muslims comprised an even larger majority at 96 percent.

## Zedelijke eer
In alle menselijke gemeenschappen is het hebben van eer zeer belangrijk. Eer is synoniem met morele reputatie. Voor het sociaal functioneren moet iemand bekendstaan als (moreel) integer en betrouwbaar. In het bijzonder betrouwbaarheid op zedelijk gebied is van belang. Mensen die geen positieve morele reputatie hebben worden vaak door anderen gestigmatiseerd en sociaal uitgesloten. De angst te worden uitgesloten is een existentiële angst.
Mannen hebben een positieve morele reputatie wanneer ze ongevaarlijk worden geacht voor vrouwen in hun gemeenschap. Dat wil zeggen dat iedereen veronderstelt dat ze niet de intentie hebben om vrouwen (of kinderen) seksueel lastig te vallen, laat staan te verkrachten.
In de meeste gemeenschappen hangt de morele reputatie van vrouwen (maar ook van mannen) af van de vraag of ze kuis zijn, dat wil zeggen van hun intentie om geen voorhuwelijkse of buitenhuwelijkse overspelige seks te willen hebben. Voor ongehuwde meisjes hangt dit samen met maagdelijkheid. In het Turks wordt deze seksuele eer zowel voor mannen als voor vrouwen namus genoemd.
Mannen en vrouwen kunnen hun morele reputatie verliezen door moreel wangedrag, maar uiteraard alleen als de mensen in de gemeenschap erachter komen. Veel mensen houden daarom hun wangedrag geheim.
Iemand die wordt gedwongen tot seks of verkracht is, is niet schuldig. Zijn of haar eer is niet in het geding, dat wil zeggen dat een onschuldig verkrachte man of vrouw niet gauw uit de gemeenschap zal worden uitgestoten. Tegelijkertijd rust er wel een 'vlek' op een verkracht persoon. Bovendien kan er twijfel ontstaan aan de onschuld, waardoor aanleiding ontstaat voor verwijten en beschuldigingen (victim blaming).
Moreel wangedrag straalt af op groepsleden. Dat betekent dat groepsleden, bijvoorbeeld familieleden, naar aanleiding van het wangedrag van een persoon kunnen worden uitgesloten uit de gemeenschap. Het resultaat is wat in de sociale psychologie een associatief stigma Goffman wordt genoemd. In Nederland bevindt de moeder van Joran van der Sloot zich in zo'n situatie van associatief stigma.
Als zich roddel voordoet, stelt een familie wel een onderzoek in naar het waarheidsgehalte ervan. Op basis van dat onderzoek beoordeelt ze de kwestie. Als de roddel vals is wordt de veroorzaker ervan aangepakt.

## Dodelijke eerwraak voorkomen
Het hoofd van de familie (meestal de vader of opa) zal daarom alles doen wat mogelijk is om de schade te beperken. Als de schuldige een vrouw binnen de familie is, en de buitenwereld weet nog niet wat er is voorgevallen, kan ze snel worden uitgehuwelijkt. Als het voorval buiten de familie bekend is blijft dat een optie, maar de kansen een goede partij te vinden zijn dan kleiner. Kandidaten in zo'n geval zijn de man die de eer geschonden heeft, een onaantrekkelijke partij, bijvoorbeeld een oude of gehandicapte man, een weduwnaar of iemand die al een vrouw heeft.
Uithuwelijken gebeurt ook met meisjes die weliswaar besmet, maar niet schuldig zijn aan het eerverlies. Het eerverlies wordt soms als zo tragisch ervaren dat vrouwen die het overkomt zelfmoord plegen.
Mishandeling van de schuldige vrouw is een voor de hand liggende bestraffing die plaatsvindt, maar de zedelijke eer jegens de mensen in het dorp wordt daarmee niet hersteld. De bevlekte vrouw kan niet bij de familie of zelfs in het dorp blijven wonen. In sommige gemeenschappen is verstoting uit de familie een optie. Dit is strikt genomen ook een vonnis namens de familie, maar geen eerwraak als zodanig. Een verstotene wordt levenslang uit de familie verbannen.

## Schuld
Als er geen andere oplossingen zijn, dient de schuldige aan het verlies van de zedelijke familie-eer te worden gedood. Als een meisje zwanger raakt na een vrijwillig buitenhuwelijks seksueel contact is zijzelf schuldig, maar de baby uiteraard niet. Er is dus geen gewoonterechtelijke reden het kind te doden. Als er nog kansen zijn het seksuele contact, dat wil zeggen de besmetting, te verbergen, wordt de pasgeborene vaak te vondeling gelegd (bij een moskee) of in het diepste geheim aan een kinderloos gezin afgegeven. In incidentele gevallen wordt een pasgeborene gedood om het eerverlies te verdoezelen, maar het doden van een weerloos kind is in principe een eerloze zaak die door de mensen in het dorp of stadswijk niet goedgekeurd wordt. (Het hierboven aangehaalde Bijbelverhaal gaat verder in het Joodse verhaal over Asenath, de buitenechtelijke dochter van Dina. Asenath wordt niet gedood, maar door Jacob te vondeling gelegd.)
De maatregel die de familie neemt hangt enigszins af van haar de sociale positie. Sommige problemen laten zich afkopen, maar daarvoor moet men wel over geld beschikken.

## Daderschap
Lang niet alle eerwraakmoorden vinden plaats in de openbaarheid, zoals vaak wordt gedacht. Hoewel er af en toe een eerwraakmoord in het openbaar plaatsvindt, sterven de meeste slachtoffers door een moordenaar die anoniem blijft, of als gevolg van een of ander 'ongeluk' of 'zelfmoord'. De dorpsgemeenschap weet dan toch wel dat iemand van de stam of familie de eer heeft gezuiverd. Om te voorkomen dat de belangrijkste kostwinner van de familie in de gevangenis komt, neemt een ander familielid de taak zelf of alleen schuld op zich; vaak gaat het dan om een minderjarige, omdat de straffen voor minderjarigen lager zijn. Maar let op: de minderjarige (vanaf 12 jaar) wordt niet zomaar 'gestuurd'; ook zijn eigen zedelijke familie-eer is in het geding.
In veel landen in de regio geldt verlies van de zedelijke eer als een verzachtende omstandigheid bij het bepalen van de strafmaat voor de moord. Men realiseert zich dat eerverlies zware consequenties in de dorps- of wijkgemeenschap kan hebben. Onder druk van de Europese Unie wordt er bijvoorbeeld in Turkije steeds harder opgetreden tegen plegers van eerwraak. Lang niet altijd heeft dat effect: herstel van de zedelijke familie-eer is voor sommigen belangrijker dan gevangenisstraf. In Turkije geldt eerwraak inmiddels als een verzwarende omstandigheid: niet enkel de dader kan een lange gevangenisstraf krijgen, maar ook alle volwassen mannelijke familieleden, die geacht worden de politie tijdig in te lichten en de daad hadden moeten proberen te voorkomen. In Turkije komt eerwraak voornamelijk voor in het zuidoosten van het land.

## Eerwraak in andere landen
In Jordanië wordt moord in flagrante delicto volgens de wet behandeld als verzachtende omstandigheid. Het Jordaanse strafrecht voorziet strafvermindering voor het vermoorden of verwonden van familieleden die betrapt worden op het plegen van overspel. Dit wordt namelijk gezien als uitlokking. De Jordaanse regering heeft al enkele pogingen gedaan deze bepaling uit het strafrecht te krijgen, tot nu toe zonder succes.
Landen waar men in flagrante delicto mag moorden zijn Syrië, Haïti (tot 2005), Brazilië (tot 1991) en Colombia (tot 1980). Daarmee is niet gezegd dat in al die landen hetzelfde concept van eer geldig is, met name valt te betwijfelen of er inderdaad namens de familie een doodvonnis wordt gewezen.
In Nederland is er een onderzoek verricht over de mannelijke daders van eer-gerelateerd geweld door Stichting Ada Awareness. Huiselijke Vrede, Allochtone mannen over huiselijk geweld, mannelijkheid en eer. " ISBN 90-9021460-7, Stichting Ada Awareness.